# Anna Catharina Materna

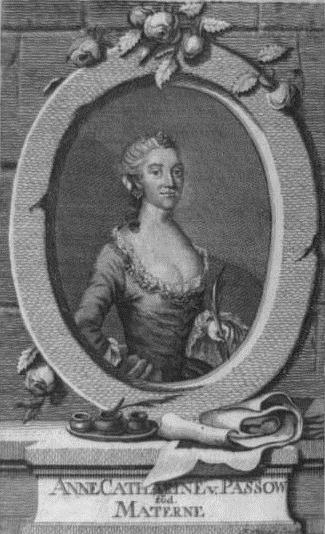
Anna Catharina Materna

Anna Catharina Materna, född 1731 i Köpenhamn, död där 3 september 1757, var en dansk skådespelare och pjäsförfattare. Hon tillhörde den första pionjärtruppen skådespelare vid Det Kongelige teater, och blev senare den första kvinnliga pjäsförfattare, vars pjäs uppfördes där.
Anna Catharina föddes som dotter till löjtnanten Friedrich von der Luhe, som var adlig men fattig, och anslöt sig till teatern då man annonserade efter kvinnliga skådespelare, som var en stor bristvara, till den nyligen öppnade nationalteatern i Köpenhamn år 1748. Att en medlem av adeln arbetade som skådespelare var unikt och ansågs vara en stor skam, och Anna antog då artistnamnet Materna för att hemlighålla sin adliga familj. 
Anna Catharina Materna ansågs egentligen inte ha någon djupare talang som aktör, men hon var perfekt för att fylla rollen som hjältinna och adelsdam på scen, där hon ju visste hur hon skulle uppträda, och i dessa roller blev hon teaterns primadonna och Danmarks första subrett-uttolkare. Hon var föremål för mycket rykten och intriger från personalen sida. I övrigt var hon en omtalad kurtisan; år 1753 erbjöds hon ett underhåll för att bli privat hålldam, förhandlignar som sköttes av modern, och samma år slutade hon sin anställning. 
Samma år gifte hon dock sig med Christian Albreckt von Passow, ett äktenskap som hemlighölls; han lämnade landet och reste till Indien, dit det var meningen att ho skulle följa senare, men det blev aldrig så. Hon inledde då en ny karriär som översättare och författare. Hon skrev ett flertal pjäser varav tre uppfördes på Det Kongelige teater, vilket gjorde henne till inte bara den första kvinnliga pjäsförfattaren in Danmark, utan en av de första alls, som fått sina pjäser uppförda där. I sina pjäser blev hon kanske den första författaren i Norden, som använde sig av de gamla nordiska gudarna i stället för de romersk-grekiska gudarna i sina allegorier.          